# Liste von Kraftwerken in Venezuela
Die Kraftwerke in Venezuela werden sowohl auf einer Karte als auch in Tabellen (mit Kennzahlen) dargestellt.

## Installierte Leistung und Jahreserzeugung
Im Jahre 2012 lag Venezuela bzgl. der jährlichen Erzeugung mit 127,6 Mrd. kWh an Stelle 29 und bzgl. der installierten Leistung mit 27.500 MW an Stelle 31 in der Welt.

## Kalorische Kraftwerke
| Name des Kraftwerks            | Inst. Leistung (MW) | Brennstoff | Status     |
| ------------------------------ | ------------------- | ---------- | ---------- |
| Kraftwerk Cardon Genevapca     | 315                 | Erdgas     | in Betrieb |
| Kraftwerk Cumana               | 1.000               | Erdgas     | in Betrieb |
| Kraftwerk El Sitio             | 1.080               | Erdgas     | in Betrieb |
| Kraftwerk Josefa Camejo        | 450                 | Erdgas     | in Betrieb |
| Kraftwerk La Raisa             | 440                 | Erdgas     | in Betrieb |
| Kraftwerk Oscar Agusto Machado | 450                 | Erdgas     | in Betrieb |
| Kraftwerk Pedro Camejo         | 300                 | Erdgas     | in Betrieb |
| Kraftwerk Planta Centro        | 2.000               | Erdgas     | in Betrieb |
| Kraftwerk Tacoa                | 1.720               | Erdgas     | in Betrieb |
| Kraftwerk Zulia I              | 470                 | Erdgas     | in Betrieb |
| Kraftwerk Zulia II             | 450                 | Erdgas     | in Betrieb |

## Wasserkraftwerke
| Name des Kraftwerks              | Inst. Leistung (MW) | Fluss         | Status     |
| -------------------------------- | ------------------- | ------------- | ---------- |
| Caruachi                         | 2.160               | Río Caroní    | in Betrieb |
| Guri                             | 10.025              | Río Caroní    | in Betrieb |
| Juan Antonio Rodriguez Dominguez | 80                  | Río Boconó    | in Betrieb |
| La Vueltosa                      | 514                 | Río Camburito | in Betrieb |
| Macagua                          | 3.152               | Río Caroní    | in Betrieb |
| Tocoma                           | 2.350               | Río Caroní    | im Bau     |